# Wielomian cyklotomiczny
Dla dowolnej liczby naturalnej {\displaystyle n} {\displaystyle n}-ty wielomian cyklotomiczny jest zdefiniowany jako
{\displaystyle \Phi _{n}(X)=\prod _{\xi }(X-\xi )=\prod _{\stackrel {1\leqslant k\leqslant n}{\gcd(k,n)=1}}\left(X-e^{2i\pi {\frac {k}{n}}}\right),}
gdzie iloczyn przebiega przez wszystkie pierwiastki pierwotne z jedynki stopnia {\displaystyle n} (takie, że {\displaystyle \xi } nie jest pierwiastkiem mniejszego stopnia).

## Własności
- stopień {\displaystyle \Phi _{n}(X)} wynosi {\displaystyle \phi (n)} (funkcja Eulera);
- wielomian {\displaystyle \Phi _{n}(X)} dzieli {\displaystyle X^{n}-1,} ale nie dzieli {\displaystyle X^{k}-1} dla żadnego {\displaystyle k<n;}
- współczynniki {\displaystyle \Phi _{n}(X)} są całkowite;
- wielomian {\displaystyle \Phi _{n}(X)} jest nierozkładalny nad ciałem liczb wymiernych;
- ciało cyklotomiczne, będące rozszerzeniem ciała liczb wymiernych o pierwiastki {\displaystyle n}-tego stopnia z jedności, jest ciałem rozkładu wielomianu {\displaystyle \Phi _{n}(X);}
- zachodzą wzory

{\displaystyle X^{n}-1=\prod _{d|n}\Phi _{d}(X),}
{\displaystyle \Phi _{n}(X)=\prod _{d|n}(X^{d}-1)^{\mu ({\frac {n}{d}})},}
gdzie {\displaystyle \mu (n)} jest funkcją Möbiusa.
Dla liczb pierwszych {\displaystyle p}
{\displaystyle \Phi _{p}(X)=X^{p-1}+X^{p-2}+\dots +X+1.}
Wielomiany cyklotomiczne mogą być wykorzystane przy elementarnym dowodzie istnienia nieskończenie wielu liczb pierwszych przystających do 1 modulo {\displaystyle n} (szczególny przypadek twierdzenia Dirichleta).